# Мольнар, Миклош
Миклош Йон Мольнар (дат. Miklos Jon Molnar; род. 10 апреля 1970[…], Копенгаген) — датский футболист, выступавший на позиции нападающего. Известен по выступлениям за «Севилья», «Канзас-Сити Уизард» и сборную Дании. Участник чемпионата мира 1998, чемпионата Европы 2000, а также летних Олимпийских игр в Барселоне.

## Клубная карьера
Мольнар родился в Копенгагене и начал карьеру в молодёжных клубах «Бюольдклюбен 1908» и «Фремад». С 1986 по 1988 год Миклош забил 4 гола в 8 матчах за молодёжную сборную Дании. В 1987 году он выступал за клуб второго дивизиона «Видовре», а после за полупрофессиональный клуб «Фрем». Он стал лучшим бомбардиром первого дивизиона с 14 мячами. Молодым нападающим заинтересовались многие клубы, в частности английский «Челси», французский «Лион», бельгийский «Стандард» и местный «Орхус».
В январе 1990 года Мольнар перешёл в «Стандард» из Льежа. В своем первом сезоне он забил 11 мячей в 26 матчах и получил вызов в национальную сборную. После смены тренера, Миклош был отдан в аренду в швейцарский «Серветт». В Швейцарии он стал лучшим бомбардиром Суперлиги забив 18 мячей в 34 матчах.
Летом 1992 года Миклош перешёл во французский «Сент-Этьен». Он не попал в игровую схему тренера новой команды, поэтому вскоре покинул клуб. В январе 1994 года Мольнар расторг контракт с «Сент-Этьеном» и вернулся в Данию, где подписал контракт с «Люнгбю». Он забил 6 голов в 18 матчах, но после ссоры с тренером команды покинул клуб и перешёл в немецкий «Франкфурт». Команда боролась за выживание во второй Бундеслиге и несмотря на усилия Мольнара вылетел в региональную лигу по итогам сезона. После ухода из «Франкфурт» Миклош двольно успешно выступал на родине за «Люнгбю» и «Херфёльге». В сезоне 1997 года он стал лучшим бомбардиром чемпионата Дании.
После успешного сезона Мольнар подписал контракт с испанской «Севильей», которая выступала в Сегунде. В своем первом сезоне он забил 10 мячей в 26 встречах и получил приглашение в национальную команду на участие в чемпионате мира 1998 года. Во втором сезоне Миклош не показал уверенной игры и покинул команду по окончании сезона. Во время отпуска Мольнар посетил своего американского товарища Криса Хендерсона, который уговорил Миклоша выступать в MLS. В 2000 году он заключил контракт с «Канзас-Сити Уизард». В том же году он выиграл Кубок MLS. После окончания сезона Мольнар принял решение завершить карьеру. 2 октября 2011 года он получил возможность сыграть 20 минут за клуб своего детства «Бюольдклюбен 1908» во втором дивизионе.

## Международная карьера
В сентябре 1990 года в матче против сборной Нидерландов Мольнар дебютировал за сборную Дании. В 1992 году Миклош принял участие в летних Олимпийских играх в Барселоне. 8 июня 1997 года в матче отборочного раунда чемпионата мира 1998 года в против сборной Боснии и Герцеговины Мольнар забил свой первый гол за сборную. В 1998 году он попал в заявку на участие в чемпионате мира во Франции. Мольнар сыграл в матче против сборной ЮАР.
В 2000 году Мольнар принял участие в чемпионате Европы в Бельгии и Нидерландах. На турнире он сыграл в матче против сборной Чехии.

### Голы за сборную Дании
| #   | Дата             | Место             | Противник            | Счёт | Результат | Соревнование                          |
| --- | ---------------- | ----------------- | -------------------- | ---- | --------- | ------------------------------------- |
| 01. | 8 июня 1997      | Копенгаген, Дания | Босния и Герцеговина | 2:0  | 2:0       | Чемпионат мира 1998 отборочный турнир |
| 02. | 10 сентября 1997 | Копенгаген, Дания | Хорватия             | 3:1  | 3:1       | Чемпионат мира 1998 отборочный турнир |

## Достижения
«Канзас-Сити Уизард»
- Обладатель Кубка MLS — 2000